# Поттерис (диалект)
Поттерис (англ. Potteries) — диалект английского языка, который распространён на территории английского региона Западный Мидленд, в городе Сток-он-Трент и в близлежащих районах, образующих одноимённый промышленный регион.

## Происхождение и история
Как и многие диалекты английского языка, поттерис развился из древнеанглийского языка времён англосаксов. В англосаксонской поэме XIV века Сэр Гавэйн и Зелёный Рыцарь, которая присутствует в знаменитом собрании Роберта Коттона, встречается множество слов из диалекта поттерис. Этот факт позволил многим исследователям ошибочно предположить, что поэму написал один из монахов цистерцианского монастыря Дюлакр. Однако чаще всего авторство приписывают Джону Мэсси Коттонскому из Коттона, Чешир (на территории современного города Кранидж, за часовней Холмс). В один манускрипт с поэмой Сэр Гавэйн и Зелёный Рыцарь также вошли три аллитерационные поэмы религиозного содержания — Жемчужина, Терпение и Чистота. Предполагается, что автором всех четырёх поэм является один и тот же человек. Несмотря на то, что вопрос авторства по отношению к данным произведениям всё ещё остаётся открытым, Дж. Р. Р. Толкин и Е. В. Гордон в 1925 году на основе проведённых ими исследований сделали следующий вывод:

Он (автор) был человеком с серьёзным и благочестивым складом ума, но не лишённым чувства юмора; он интересовался теологией и обладал некоторыми знаниями в этой области, скорее знаниями любительскими, нежели профессиональными; он владел французским языком и латынью, и был способен читать в оригинале французские книги, как романтические, так и обучающие, но его родиной является английский регион Уэст-Мидлендс; об этом свидетельствуют его язык, размер стихосложения и описание пейзажей.
Оригинальный текст (англ.)He was a man of serious and devout mind, though not without humour; he had an interest in theology, and some knowledge of it, though an amateur knowledge perhaps, rather than a professional; he had Latin and French and was well enough read in French books, both romantic and instructive; but his home was in the West Midlands of England; so much his language shows, and his metre, and his scenery.

Впервые диалект поттерис был упомянут в печати в 1843 году в книге видного стаффоширского юриста Джона Уорда (1781—1870), написанной в соавторстве с краеведом Симеоном Шоу. В работе под названием Городской район Сток-апон-Трент (англ. The Borough of Stoke-upon-Trent) Уорд приводит фонетический анализ разговора, который он услышал на рынке в Бурслеме в 1810 году (так называемый Бурслемский Диалог). Автор также объясняет значение некоторых слов из диалога, характерных для всего Бурслема: «mewds» (плесень), «kale» (рассчитываться по порядку номеров), «heo» (она) «shippon» (хлев).
В результате промышленной революции начиная с 50-х годов XVII века в городе Сток-он-Трент и близлежащих районах активно развивается керамическая и угледобывающая промышленность. Поттерис в итоге развился как специфический диалект специалистов данных отраслей — шахтёров, гончаров и других.

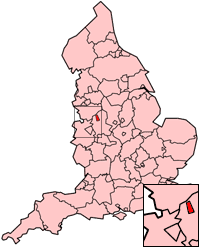
Местонахождение города Сток-он-Трент на карте Англии. Поттерис распространён преимущественно в этом районе.

Некоторые современные исследователи считают, что диалект постепенно вымирает, поскольку в XXI веке молодёжь всё реже использует его в повседневной речи. Исследователь Стаффордшира Стив Биркс выделяет следующие факторы исчезновения диалекта поттерис:
- Облегчение условий дальних путешествий;
- Упадок гончарной промышленности, вынуждающий людей уезжать из региона в поисках работы;
- Преобладание Received Pronunciation на телевидении и радио;
- Однородность языковой составляющей британской системы образования (учащимся преподаётся единый вариант языка).

По мнению писателя Алана Поуви, представители его поколения станут последними носителями поттериса, а после их смерти диалект исчезнет навсегда. Однако, по словам Биркса, диалект не раз с начала XIX века оказывался под угрозой исчезновения, что не помешало ему сохраниться до наших дней. В 1843 году Уорд писал, что поттерис «в данный момент почти исчез благодаря усердию директоров школ». Биркс также отметил, что диалект всё ещё активно употребляется местными жителями в разговорах друг с другом, но не с приезжими, поскольку тот для них непонятен. Данный факт свидетельствует о том, что в настоящий момент поттерис не утратил своего значения в повседневной коммуникации. К тому же автором фиксируется «рост интереса к сохранению диалектов, чтению о диалектах и общении на них».

## Особенности
В поттерисе распространено явление L-вокализации: там, где в стандартном английском употребляется звук ol, произносится ow. Так, cold становится cowd, а told — towd, и так далее. Также в диалекте часто используется thee и they вместо личного местоимения they (они), что характерно в том числе и для йоркширского и ланкаширского диалектов.
Другая заметная особенность — добавление частицы ne на конце слова для вместо стандартного отдельно стоящего отрицания not (например, в thee cosne goo dine theyr sirree, theyl get thesen ow bautered u). Подобная система выражения значения отрицания в предложении используется также в латинском языке, однако данное совпадение может быть и случайным.
Существуют также определённые отличия между поттерисом и диалектами деревень в сельском районе Стаффордшир-Мурлендс. До последнего времени по словарному запасу и акценту человека можно было с лёгкостью определить, в какой из деревень графства он проживает. Например, thesen используется только в Мурлендс, а theself — в поттерисе. Воробья жители Мурлендса называют spuggy, лейку — lecking can, а лошадь — tit; в диалекте поттерис же используются совсем другие слова.
Исследователь Джон Левитт из Килского университета был одним из тех, кто интересовался этим диалектом и описывал его. По его словам, из всех британских диалектов на поттерисе говорить сложнее всего, поскольку тот ближе остальных к древнеанглийскому языку. Если кто-нибудь из носителей диалекта станет читать средневековую поэму Сэр Гавейн и Зелёный Рыцарь, то он не просто не будет испытывать трудностей при чтении, но и сможет в полной мере насладиться замысловатым, весёлым слогом автора, недоступным простому носителю английского. Левитт также удивлялся тому, как носители поттериса намеренно или случайно путают буквы H и O в таких словах, как otel или horanges.

## Примеры
- Nesh означает «мягкий», «нежный» или «легко подверженный холоду» от староанглийского «nesc, nescenes».
- Slat означает «бросать», от староанглийского «slath»; переходный глагол.
- Fang означает «поймать» или «арестовать», как в «Fang 'owt of this» — «зацепиться за это», от староанглийского «fang, fangen». Это родственно шведскому слову «fånga», норвежскому «fange» и немецкому «fangen», что значит «поймать».
- Sheed означает «пролить», скорее всего, происходит от слова «shed» в значении избавления от чего-либо.
- Duck — обращение к мужчинам и женщинам, как в «Tow rate owd duck?» (Дорогая, ты в порядке?). Слово «duck» произошло от саксонского слова «ducas», используемого как знак уважения к собеседнику. От него же произошло современное английское duke (герцог). Однако слово duck могло также произойти от древнеримского военного титула dux (в переводе с латинского — лидер). В пользу данной точки зрения выступают исторические производные от dux: дукат, дож, дука, дуче.
- Spanwanned означает положение, когда человек застревает на стене при попытке перелезть через неё. Возможно, исходит к англосаксонскому «spannan winnan», Span Woe.
- Kidda означает «приятель», «друг», употребляется также как обращение к ребёнку или члену семьи.
- Bank означает «холм»; также «upbank» и «downbank» означают, соответственно, «в гору» и «под гору».

## В массовой культуре
Популярный комикс Дэйва Фоллоуза May un Mar Lady, опубликованный в газете The Sentinel, целиком написан на диалекте поттерис. До этого в The Sentinel появлялись и другие материалы на поттерисе. Видный пример — «Истории о Явеце» (англ. Jabez stories), написанные Уилфредом Блуром под псевдонимом A. Scott. Знаменитые истории о «старом дедушке Пигготте» (англ. Owd Grandad Piggott) Алана Поуви несколько лет подряд читались по радио BBC Radio Stoke. Аудиоверсию этих рассказов на поттерисе записывал в студии сам Алан Поуви.
Изобразить поттерис на сцене или в кино гораздо сложнее, чем известные диалекты вроде скауза, кокни, брумми или джорди. Лишь немногим актёрам родом не из области распространения диалекта удавалось овладеть им в совершенстве. Ни в фильме Карта, ни в телесериале Clayhanger (оба основаны на произведениях Арнольда Беннетта) диалект актёров не соответствовал реальному.